# النواة الحركية للوجه
النواة الحركية للوجه هي مجموعة من الخلايا العصبية في جذع الدماغ التي تنتمي إلى العصب الوجهي (العصب القحفي السابع). وهذه الخلايا العصبية الحركية السفلية تزود عضلات المسؤولة عن تعبيرات الوجه والعضلة الركابية بالأعصاب.

## التركيب
تقع هذه النَواة في الجزء الذيلي للسقف الجسري للبطين الجانبي للدماغ، إذ تأخذ محاورها مسارا استثنائياً، حيث تنتقل ظهرياً وتلتف حَول نَواةُ العَصَبِ المُبَعِّد، ثم تنتقل بطنياً لتخرج من الجسر الوسطي البطني إلى النَواةُ النَّخاعِيِّة ثُّلاثِيِّة التَّوائِم. تشكل هذه المحاور المكَوِّنُ الحَرَكِيُّ للعَصَبُ الوَجْهِيّ، و تكوّن العَصَبُ الوَسْطانِيّ مع مكونات لَاَوُدِّيّة وحِسّيّة.
تحتوي هذه النواة على منطقة ظهرانية وأخرى بطنانية، حيث توجد خلايا عصبية في المنطقة الظهرانية تزود عضلات الوجه العلوي بالأعصاب، بينما تزود الخلايا العصبية في المنطقة البطنانية عضلات الوجه السفلي بالأعصاب.

## الوظيفة
تُعتبر النواة الحركية للوجه جزءً من العمود الخلوي الناقل الحشوي الخاص (SVE) ، وذلك لأنه يُزود العضلات المُشتقّة من الأَقْواسُ البُلْعومِيَّة، والذي يتضمن أيضًا النواة الحركية ثُّلاثِيِّة التَّوائِم والنَّواةُ المُلْتَبِسَة وربما النواة الإضافية الشوكية.

### الإدخال القشري
تستقبل خلايا النواة الحركية للوجه مدخلات القِشْرَةُ الحَرَكِيَّة الأولية من الفص الجبهي للدماغ، مثل جميع الخلايا العصبية الحركية السفلية. ترسل الخلايا الحركية العلوية لقشرة المخ محاور عصبية تنزل عبر الكبسولة الداخلية وتتصل بخلايا عصبية في النواة الحركية للوجه. يسمى هذا المسار من القشرة الدماغية إلى جذع الدماغ بالسَّبيلُ القِشْرِيُّ البَصَلِيّ.
تتلقى الخلايا العصبية في الجانب الظهري لنواة المحرك للوجه معلومات من جانبي القشرة الدماغية، في حين تتلقى الخلايا العصبية في الجانب البطني المعلومات من الجانب المقابل (أي من الجانب الآخر من قشرة الدماغ).
والنتيجة هي أن كلا الجانبين من المخ يتحكمان في عضلات الوجه العلوي ، بينما يتحكم الجانب الأيمن من المخ في الجانب الأيسر السفلي من الوجه ، بينما يتحكم الجانب الأيسر من الدماغ في الجانب الأيمن السفلي من الوجه.

## الأهمية السريرية
نتيجة لقيام القشرة البصلية للدماغ بإرسال المعلومات إلى النواة المحركة للوجه، ينتج عن ذلك آفة في ألياف الخلايا العصبية الحركية العليا التي تزود النواة الحركية الوجهية بالأعصاب مما يؤدي إلى شلل العصب السابع النصفي. تتصف متلازمة شلل الوجه بالشلل التشنجي للوجه السفلي المقابل.فعلى سبيل المثال، ينتج عن الآفة التي تصيب قشرة الدماغ اليسرى شلل في العضلات التي تتحكم في الربع السفلي الأيمن من الوجه.
وفي المقابل، تؤدي آفة الخلايا العصبية الحركية في النواة المحركة للوجه إلى شلل في عضلات الوجه على نفس الجانب من الإصابة. إذا تعذر تحديد سبب الإصابة أو العدوى (تسمى هذه الحالة بمَجهُولة السَّبَب) تعرف هذه الحالة باسم شلل بيل أو شلل الوجه النصفي أو توصف بحسب الحالة. 

### مقارنة بين آلية عمل عصب الوجه الحركي العلوي والعصب الوجه الحركي السفلي
إن أي آفة تحدث داخل السَّبيلُ القِشْرِيُّ البَصَلِيّ للدماغ أو تؤثر عليه تُعرف باسم آفة الخلايا العصبية الحركية العليا. ومن جانب اخر، تُعرف أي آفة تصيب الفروع الفردية (الصدغي ووجني والشدقي والفك السفلي وعنقي) تعرف بآفة الخلايا العصبية الحركية السفلى.
تنتقل فروع العصب الوجهي من النواة المحركة للوجه (FMN) نحو العضلات عن طريق كلا المسارين الخلفيين الأيسر والأيمن (الظهري) والطرف الأمامي (البطني). وهذا يعني أن الخلايا العصبية الحركية السفلية للعصب الوجهي يمكن أن تنتقل إما من الجهة الأمامية اليسرى أو الخلفية اليسرى أو الأمامية اليمنى أو الخلفية اليمنى للنواة المحركة للوجه. ينتقل الفرع الصدغي من المكونات الخلفية اليمنى واليسرى، بينما تقوم الفروع الأربعة السفلية بذلك عن طريق المكونات الأمامية اليمنى واليسرى. يقوم الفرعان الأيسر والأيمن بتزويد جانبي الوجه الخاص بكل منهما (التعصيب بنَفْسِ الجانِب). وتبعا لذلك، تتلقى المكونات الخلفية معلومات حركية من كل من نصفي الكرة الدماغية (ثُنائِيُّة الجانِب)، في حين تتلقى المكونات الأمامية معلومات من الجانب المقابل. وهذا يعني أن الفرع الصدغي للعصب الوجهي يستقبل المعلومات الحركية من نصفي الكرة المخية في القشرة الدماغية، في حين تتلقى الفروع الوعائية والشدقية والفكية والعنقية معلومات من الجانب المقابل لنصفي الكرة المخية فقط.
ونظرا لأن النواة المحركة للوجه الأمامية لا تستقبل سوى المعلومات الحسية من الجانب المقابل من القشرة الدماغية في حين تستقبل النواة المحركة للوجه الخلفية المعلومات من كلا الجانبين، فإن الآفة القشرية (UMN lesion) (آفة العصبون الحركي العلوي) التي تحدث في نصف الكرة الأيسر للدماغ من شأنها أن تقضي على إدخال المعلومات المحركة إلى مكون النواة الحركية لعصب الوجه الأمامي الأيمن، وبالتالي إزالة الإشارة باتجاه فروع العصب الوجهي الأربعة السفلية اليمنى، مما يؤدي إلى شلل الوجه الأيمن الأوسط والسفلي. ومع ذلك، فإن المكون الخلفي، على الرغم من أنه يتلقى الآن فقط معلومات من نصف الكرة الأيمن للدماغ، الا أنه ما يزال قادرًا على السماح للفرع الصدغي بتزويد كامل جبهة الرأس بالأعصاب. وهذا يعني أن جبهة الرأس لن تكون مشلولة. 
تنطبق نفس الآلية على آفة الخلايا العصبية الحركية العليا في نصف الكرة الأيمن للدماغ. ولذلك لن يكون مكون النواة الأمامي الأيسر قادرا على تلقي معلومات المحرك القشرية بسبب تزويد الجبهة المقابلة بالأعصاب، في حين أن المكون الخلفي لا يزال مزودًا بما فيه الكفاية من قبل نصف الكرة الأيسر للدماغ. والنتيجة هي شلل الوجه الأيسر الأوسط والسفلي مع بقاء الجبين غير متأثر.
من ناحية أخرى، تكون آفة الخلايا العصبية الحركية السفلى مختلفة بعض الشيء.
قد تؤثر الآفة الموجودة على الجانب الأيسر أو الأيمن على كلا المسارين الأمامي والخلفي على ذلك الجانب نظرًا لقربهما الفيزيائي من بعضهما البعض. لذا فإن أي آفة على الجانب الأيسر ممكن أن تعيق تزويد العضلات بالأعصاب من كلا الاتجاهين الأيسر الخلفي والأمامي، مما يؤدي إلى شلل الجانب الأيسر بالكامل من الوجه (شلل بيل)، إذ تصبح المدخلات الحسية الثنائية والمتقابلة للطرق الخلفية والأمامية مع هذا النوع من الآفات غير مهمة، لأن الآفة تكون دون مستوى النخاع والنواة المحركة للوجه. في حين أن الآفة التي تحدث في نصف كرة المخ على مستوى أعلى من النخاع قد تعني أن نصف كرة المخ الآخر لا يزال يزود بكفاءة النواة الحركية للعصب الوجهي الخلفي بالأعصاب. وعلى ذلك فإن الآفة التي تؤثر على الخلايا العصبية الحركية السفلية ستقضي على عملية تزويد الأعصاب تمامًا لأن الأعصاب لم تعد لديها وسيلة لتلقيها المدخلات الحسية المقابلة التعويضية في نقطة التقاطع. 
وبناء على ما تقدم، فإن الفارق الرئيسي بين آفة العصبون الحركي العلوي (UMN) وآفة العصبون الحركي السفلي (LMN) هو أنه في آفة العصبون الحركي العلوي يكون هناك شلل نصفي للوجه المقابل في منتصف وأسفل الوجه، بينما في آفة العصبون الحركي السفلي يكون هناك شلل نصفي كامل للوجه في نفس الجانب.

## معرض صور

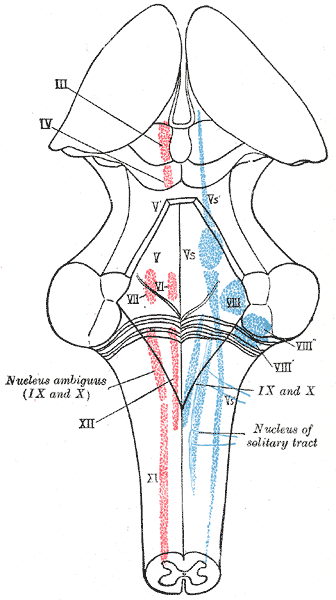
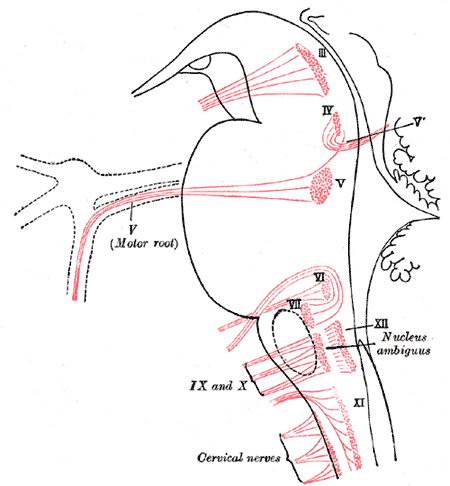